# Okcitánia
Okcitánia (franciául Occitanie, okcitánul Occitània, IPA: [utsiˈtanjɔ], katalánul Occitània [uksiˈtaniə]) egy közigazgatási régió Franciaország déli részén, amely a korábbi Languedoc-Roussillon és Midi-Pyrénées régiók egyesüléséből jött létre a 2014. évi területi reform során. 13 megyéből áll. Székhelye Toulouse.

## Neve
2016. június 24-én a regionális tanács plenáris ülése az Occitanie név felvétele mellett szavazott.  Az elnevezést az Államtanács és a Kormány jóváhagyta, és a hivatalos lapban tette közzé 2016. szeptember 29-én. 2016-ban, majd 2017-ben az állam elutasította azokat a katalán fellebbezéseket, amelyek az Occitanie-Pays katalán név felvételére irányultak.

## Földrajz

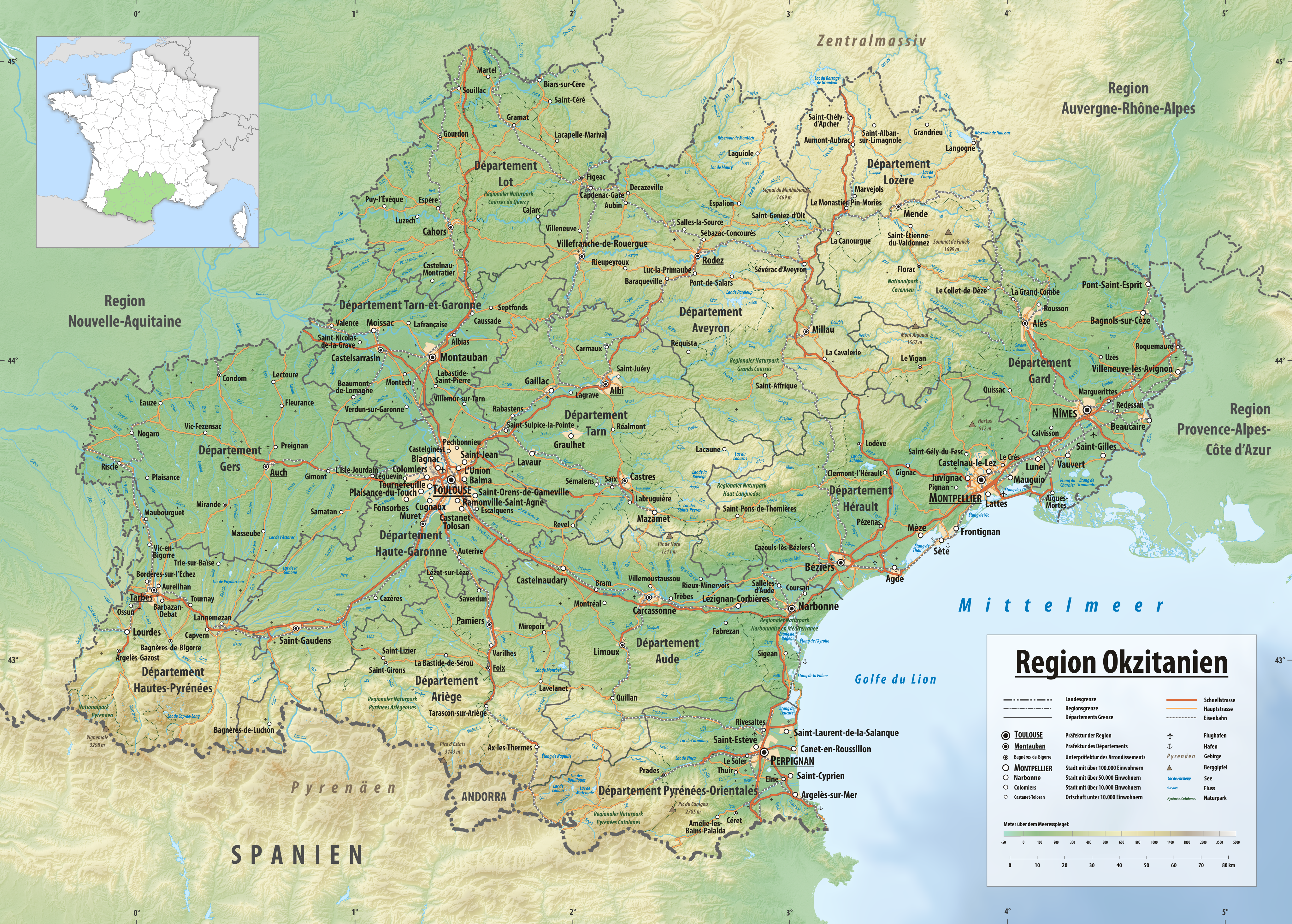
Okcitánia domborzati térképe

Az ország déli részén található. Északkeletről a Auvergne-Rhône-Alpes, keletről Provence-Alpes-Côte d’Azur, délkeletről a Földközi-tenger, délről Spanyolország és Andorra, nyugatról pedig Új-Aquitania határolja. Terület szerint az ország harmadik legnagyobb régiója Új-Aquitania és Guyana mögött, valamint a második Franciaország európai részén.
Nyugati része az Aquitaniai-medence délkeleti részén terül el. Délen a Pireneusok, északkeleten a Francia-középhegység érinti. Tengerparti része a Roussillon tájegység.

## Közigazgatás
Legnagyobb városa Toulouse, amely a regionális székhely is; a második regionális metropolisz, Montpellier több közigazgatást is fenntart. A Regionális Tanács központja, adminisztrációja és általános vezetése Toulouse-ban található, a tanácskozó közgyűléseket pedig Montpellier-ben tartják.
A régió tízenhárom megyéből áll.

|    | Megye               | Prefektúra  | Kerület | Kanton | Község |
| -- | ------------------- | ----------- | ------- | ------ | ------ |
| 9  | Ariège              | Foix        | 3       | 13     | 326    |
| 11 | Aude                | Carcassonne | 3       | 19     | 433    |
| 12 | Aveyron             | Rodez       | 3       | 23     | 285    |
| 30 | Gard                | Nîmes       | 3       | 23     | 351    |
| 31 | Haute-Garonne       | Toulouse    | 3       | 27     | 586    |
| 32 | Gers                | Auch        | 3       | 17     | 461    |
| 34 | Hérault             | Montpellier | 3       | 25     | 342    |
| 46 | Lot                 | Cahors      | 3       | 17     | 313    |
| 48 | Lozère              | Mende       | 2       | 13     | 152    |
| 65 | Hautes-Pyrénées     | Tarbes      | 3       | 17     | 469    |
| 66 | Pyrénées-Orientales | Perpignan   | 3       | 17     | 226    |
| 81 | Tarn                | Albi        | 2       | 23     | 314    |
| 82 | Tarn-et-Garonne     | Montauban   | 2       | 15     | 195    |
|    | Összesen:           | Összesen:   | 36      | 249    | 4453   |

## Népesség
Lakosainak száma 5 933 185 fő, ennek alapján az ötödik legnépesebb francia régió. Népsűrűsége alacsonyabb a franciaországi átlagnál, 80 fő/km2, ami a hatodik legalacsonyabb népsűrűség a francia régiók között. Lakossága azonban nagyon egyenetlenül oszlik el: két nagy metropolisza  – Toulouse és Montpellier – és a Földközi-tenger partvidéke meglehetősen sűrűn lakott, míg a parttól illetve a nagyvárosoktól távoli vidéki részek ritkán lakottak.
| Lakosok száma | 5 683 878 | 5 730 753 | 5 774 185 | 5 845 102 | 5 885 496 | 5 933 185 | 5 973 969 | 6 022 176 | 6 080 731 |
|               | 2013      | 2014      | 2015      | 2017      | 2018      | 2019      | 2020      | 2021      | 2022      |

## Fordítás
Ez a szócikk részben vagy egészben  az   Occitanie (région administrative) című francia Wikipédia-szócikk ezen változatának fordításán alapul.  Az eredeti cikk szerkesztőit annak laptörténete sorolja fel. Ez a jelzés csupán a megfogalmazás eredetét és a szerzői jogokat jelzi, nem szolgál a cikkben szereplő információk forrásmegjelöléseként.